# Studioni (Sverdlovsk)
|  | Per a altres significats, vegeu «Studioni». |

Studioni (en rus: Студёный) és un poble (un possiólok) de l'óblast de Sverdlovsk, a Rússia, segons el cens del 2010 tenia 91 habitants.